# آسبیورن رود
آسبیورن رود (نروژی: Asbjørn Ruud؛ ۶ اکتبر ۱۹۱۹ – ۲۶ مارس ۱۹۸۹) اسکی‌باز پرش اهل نروژ بود.
وی در مسابقات کشوری و بین‌المللی در مجموع برندهٔ ۱ مدال طلا شده‌است.